# Olympia Looping
Olympia Looping er en flytbar stålrutsjebane bygget af Anton Schwartzkopf. Det er den største flytbare rutsjebane i verden og den eneste med fem loops. Den bruges til en række festivaler i Tyskland, heriblandt til Oktoberfesten, hvor den første gang blev præsenteret i 1989. Den har navn efter de fem loops, der er udformet, så de ligner de olympiske ringe.
48°07′52″N 11°32′56″Ø / 48.131°N 11.549°Ø